# Siêu cúp bóng chuyền toàn quốc
Siêu cúp bóng chuyền toàn quốc là một giải đấu bóng chuyền dành cho các đội bóng chuyền nam chuyên nghiệp ở Albania, Cộng hòa Macedonia và Kosovo, bao gồm 4 đội đấu loại trực tiếp thông qua các trận bán kết và chung kết. Đội có nhiều danh hiệu nhất là KV Shkëndija của Tetovë với 4 cúp *. Trận chung kết họ vô địch gần nhất là trước đối thủ Studenti Tiranë của Albania, diễn ra ở Tiranë với tỉ số 3-0 (25:15, 25:20, 25:23).

## Đội vô địch
Đây là danh sách các đội vô địch Siêu cúp bóng chuyền toàn quốc:
| Mùa giải | Đội vô địch  |
| -------- | ------------ |
| 2008     | KV Shkëndija |
| 2009     | KV Shkëndija |
| 2011     | KV Shkëndija |
| 2014     | KV Shkëndija |

### Thứ hạng danh hiệu
KV Shkëndija 4 lần
- Dữ liệu giải đấu còn thiếu, sẽ cập nhật thêm.